# Campionati europei di ciclismo su strada 2007 - Cronometro maschile Under-23
La cronometro maschile Under-23 dei Campionati europei di ciclismo su strada 2007 si è svolta il 20 luglio 2007 in Bulgaria, con partenza ed arrivo da Sofia, su un percorso di 34 km. La medaglia d'oro è stata vinta dal russo Maksim Bel'kov con il tempo di 41'15" alla media di 46,65 km/h, l'argento all'estone Rein Taaramäe e a completare il podio l'italiano Adriano Malori.

## Classifica (Top 10)
| Pos. | Corridore           | Squadra     | Tempo   |
| ---- | ------------------- | ----------- | ------- |
| 1    | Maksim Bel'kov      | Russia      | 41'15"  |
| 2    | Rein Taaramäe       | Estonia     | a 6"    |
| 3    | Adriano Malori      | Italia      | a 17"   |
| 4    | Ignatas Konovalovas | Lituania    | a 43"   |
| 5    | Jérôme Coppel       | Francia     | a 49"   |
| 6    | Branislaŭ Samojlaŭ  | Bielorussia | a 57"   |
| 7    | Dmitry Sokolov      | Russia      | a 1'13" |
| 8    | Tanel Kangert       | Estonia     | a 1'16" |
| 9    | Gatis Smukulis      | Lettonia    | a 1'21" |
| 10   | Grega Bole          | Slovenia    | a 1'24" |